# Wyatt Earp
Wyatt Berry Stapp Earp, född 19 mars 1848 i Monmouth i Illinois, död 13 januari 1929 i Los Angeles i Kalifornien, var en amerikansk sheriff, notorisk hasardspelare och saloonägare i Vilda Västern.

## Biografi

### Berömmelse
Wyatt Earp blev tillsammans med två av sina bröder, Virgil Earp och Morgan Earp, samt Doc Holliday ökända i och med revolverstriden vid O.K. Corral. Virgil Earp var polischef (s. k. marshal)  i den lilla staden Tombstone i Arizona, med Wyatt och hans yngre bror Morgan som biträdande polismän (s. k. deputy marshal eller assistant marshal). Wyatt hade träffat Doc Holliday flera år tidigare, första gången i Fort Griffin i Texas, och han kom att bli Earps bäste vän och förtrogne innan de kom till Tombstone. Den 26 oktober 1881 konfronterade de tillsammans, efter en längre tids konflikter, ett gäng kallat "Cowboys" vilket slutade med att tre "Cowboys", Tom McLaury, Frank McLaury och Billy Clanton, sköts till döds och anklagelser om mord riktats mot lagens väktare.
Under månaderna efteråt friades de anklagade formellt från misstankar, varefter Virgil fick vänster arm och axel sönderskjuten i ett bakhåll och Morgan mördades i Campbell & Hatch Billiard Parlor. Då de misstänkta för mordet på Morgan frikänts efter att vittnesmål underkänts av formaliaskäl beslutade Wyatt att med Doc Holliday och sina bröder Warren och James Earp ta saken i egna händer, och bildade ett federalt uppbåd för att spåra upp de skyldiga.
Uppbådet dödade i tur och ordning Frank Stilwell, Florentino "Indian Charlie" Cruz och Curly Bill Brocious tillsammans med Johnny Barnes.
Den 2 december 1896 agerade han domare i tungviktsmatchen mellan Bob Fitzsimmons och Tom Sharkey, där ett kontroversiellt domslut ledde till att Wyatt Earp blev ökänd i hela Amerikas förenta stater som matchfixare.

### Senare liv
Earp avled i Los Angeles 1929, 80 år gammal, av ålderdomssvaghet och är begravd tillsammans med sin fru Josephine Marcus på Hills of Eternity Memorial Park i staden Colma.
Under slutet av sitt liv hade han bland annat arbetat i Hollywood som teknisk rådgivare vid inspelningar av olika västernfilmer. Flera berömda västernskådespelare bar Earps kista under hans begravning. Två år efter hans död gav författaren Stuart N. Lake ut en uppmärksammad biografi som starkt bidrog till att odla hjältemyten kring Wyatt Earp.

## Privatliv
Earp var gift med Urilla Sutherland, sedan Celia Ann Blaylock (Mattie) och slutligen Josephine Marcus.

## Filmer
Hans liv har filmatiserats i flera filmer och TV-serier (urval):
- *My Darling Clementine (1946), Henry Fonda
- Sheriffen i Dodge City (originaltitel: Gunfight at the O.K. Corral, 1957), Burt Lancaster
- Indianerna (1964), James Stewart
- Tombstone (1993), Kurt Russell
- Wyatt Earp (1994), Kevin Costner
- Deadwood säsong 3 (2004), Gale Harold